# Аллуез (Вісконсин)
Аллуез (англ. Allouez) — селище (англ. village) в США, в окрузі Браун штату Вісконсин. Населення — 14 156 осіб (2020).

## Географія
Аллуез розташований за координатами 44°28′20″ пн. ш. 88°1′34″ зх. д. / 44.47222° пн. ш. 88.02611° зх. д. (44.472257, -88.026237).  За даними Бюро перепису населення США в 2010 році селище мало площу 13,35 км², з яких 11,94 км² — суходіл та 1,41 км² — водойми.

## Демографія
Згідно з переписом 2010 року, у селищі мешкало 13 975 осіб у 5432 домогосподарствах у складі 3580 родин. Густота населення становила 1047 осіб/км².  Було 5707 помешкань (427/км²).
Расовий склад населення:
| - 89,7 % — білих - 5,0 % — чорних або афроамериканців - 1,8 % — азіатів - 1,0 % — корінних американців - 0,1 % — вихідців з тихоокеанських островів - 1,0 % — осіб інших рас |

До двох чи більше рас належало 1,5 %. Частка іспаномовних становила 2,7 % від усіх жителів.
За віковим діапазоном населення розподілялося таким чином: 20,5 % — особи молодші 18 років, 62,8 % — особи у віці 18—64 років, 16,7 % — особи у віці 65 років та старші. Медіана віку мешканця становила 41,0 року. На 100 осіб жіночої статі у селищі припадало 109,6 чоловіків; на 100 жінок у віці від 18 років та старших — 109,6 чоловіків також старших 18 років.
Середній дохід на одне домашнє господарство  становив 79 140 доларів США (медіана — 66 309), а середній дохід на одну сім'ю — 89 836 доларів (медіана — 78 351). Медіана доходів становила 49 109 доларів для чоловіків та 42 354 долари для жінок. За межею бідності перебувало 4,7 % осіб, у тому числі 2,3 % дітей у віці до 18 років та 9,3 % осіб у віці 65 років та старших.
Цивільне працевлаштоване населення становило 6679 осіб. Основні галузі зайнятості: освіта, охорона здоров'я та соціальна допомога — 26,7 %, виробництво — 14,2 %, роздрібна торгівля — 10,7 %, науковці, спеціалісти, менеджери — 10,5 %.